# Santuario della Madonna del Carmine (Tornareccio)
Il santuario della Madonna del Carmine è sito a Tornareccio in provincia di Chieti.

## Storia e leggenda
L'edificazione della chiesa è dovuta in seguito ad un'apparizione della Madonna a 2 ragazzine che pascolavano i maiali nel "Colle della Porcareccia". Secondo la tradizione locale, la Madonna sarebbe apparsa il 30 agosto, sempre secondo la tradizione la Madonna garantì la debellamento dell'epidemia di colera che aveva colpito il paese se le fosse dedicato un tempio, edificazione che avvenne poco tempo dopo a spese accollate totalmente dai cittadini.
All'interno viene conservato il tronco d'acero ove apparve la Madonna.
L'anno di apparizione è tuttora al vaglio di studi, ma documentazioni attestano che sia avvenuta nella prima metà del XVI secolo in quanto la chiesa risulta attestata da documentazioni già nel 1568, anno della 1ª visita pastorale documentata a Tornareccio.
La chiesa venne ristrutturata sul finire del XIX secolo di nuovo con spese a carico dei cittadini di Tornareccio, lavori che ampliarono la vecchia struttura nell'odierna a 3 navate con navata principale a croce latina. I lavori iniziarono nel 1886 per terminare nel 1897, data certificata da un'iscrizione su un architrave posta sulla facciata d'accesso.
Il campanile risulta essere successivo (1937-1949).
Della struttura originaria ne rimane solo l'altare maggiore ov'è la statua della Madonna.
Secondo una leggenda popolare di Tornareccio la statua non dev'essere mai spostata dalla sua nicchia altrimenti causa sciagure, sventure e disgrazie.
La struttura attuale è merito del successivo restauro voluto negli anni ottanta dall'allora parroco, restauro terminato solo recentemente.
I restauri sono stati guidati da Gennaro Bravo di Atessa e di nuovo col finanziamento della popolazione della cittadina abruzzese.
Nel 1997 è stato celebrato il centenario della sua ricostruzione.
In quest'occasione molta gente si recava nel santuario per ottenere l'indulgenza plenaria.

## Struttura

### L'interno
Nell'interno è conservato una statua lignea della Madonna opera di Gian Francesco Gagliardelli, scultore di Città Sant'Angelo, attivo in Abruzzo nel XV secolo.
Lo stile di questa scultura è simile a quella conservata nella chiesa di Santa Maria Mater Domini di Chieti, le 2 sculture paiono formare un dittico.
In un secondo momento venne posto il bambinello sulla Madonna di Tornareccio.
Altre statue poste all'interno sono quelle di Sant'Apollonia e Santa Lucia.
Inoltre vi sono 2 tele di Gennaro Bravo nel presbiterio di cui una raffigurante San Vincenzo Ferrer.
A destra dell'ingresso vi è l'organo degli anni quaranta.
Al posto delle originarie camere sepolcrali è stata costruita una cripta sulla cui scalinata sono stati posti degli ex voto di gente proveniente anche dal di fuori del paese stesso.

### L'esterno
La facciata è in stile romanico-barocco.
Il portale, corrispondente alla navata centrale, è arricchito da lunetta in alto è colonne ai 2 lati.
Più in alto vi sono 3 nicchiette bordate da lesene:
- la centrale è a finestra,
- le 2 ai lati constano di statue.

Più in alto ancora è il frontone con accenno di rosone.
Altre lesene suddividono la parte centrale dalle 2 laterali più piccole corrispondenti alle 2 navate laterali, ognuna delle 2 parti constano sulla facciata di una finestra bordata da lesene.
Il campanile con tettoia ottagonale a forte spiovente è posto a sinistra guardando la facciata.